# Robert Waitz
Pour les articles homonymes, voir Waitz.
Robert Waitz (20 mai 1900 à Neuvy-sur-Barangeon - 21 janvier 1978 à Strasbourg) est un médecin, résistant et prisonnier dans les camps d’Auschwitz III (Buna-Monowitz) et de Buchenwald. Il est témoin aux procès de Nuremberg.

## Biographie

### Enfance et formation
Robert Élie Waitz naît le 20 mai 1900 à Neuvy-sur-Barangeon, dans le Cher, d’un père médecin d’origine russe et d’une mère professeur de sciences naturelles. Il fait des études médicales et s'intéresse à l'hématologie. Il devient professeur agrégé en 1935 à la faculté de médecine de Strasbourg. En 1938, Robert Waitz publie avec le professeur Prosper Merklen un Atlas d’Hématologie.

### Famille
Robert Waitz épouse Odette Heymann dont le mariage est béni, à la synagogue de Lille, le 8 mars 1931, par le grand rabbin Poliakof.

### Seconde Guerre mondiale et Résistance
En 1939-40, Robert Waitz est médecin-capitaine dans un hôpital militaire de campagne. Après sa démobilisation, il est replié à Clermont-Ferrand avec l'Université de Strasbourg. Il entre en 1941 dans la Résistance, sous l'alias Prudent et devient très vite chef régional du mouvement Franc-Tireur d’Auvergne, puis chef-adjoint des Mouvements unis de la Résistance (MUR) d’Auvergne.

### Arrestation et déportation
Le 3 juillet 1943, Robert Waitz tombe dans une souricière et la Gestapo vient l'arrêter. Il est emprisonné à Moulins, puis transféré au camp de Drancy, le 10 septembre 1943.
Il est déporté dans le convoi no 60, parti de la gare de Bobigny le 7 octobre 1943 pour Auschwitz. Il est envoyé à Auschwitz III-Monowitz, en tant que médecin du 10 octobre 1943 au 18 janvier 1945. Il est chargé du dispensaire au Häftlingskrankenbau, où il met en place le réseau de résistance française du camp et crée un laboratoire d’analyses de l’hôpital, fin 1943. Il sauve à plusieurs reprises des déportés, en particulier des jeunes.
La « marche de la mort » le conduit à Buchenwald où il est affecté au Block 46, Block d’expériences où le typhus est inoculé à des individus sains. Rapatrié en France après sa libération, il repart pour Bergen-Belsen où le typhus fait rage. Il sauve de nombreuses vies. Au tribunal de Nuremberg, il présente les résultats des analyses et des études réalisées à Buna-Monowitz et à Buchenwald.

### Retour en France
De retour à Strasbourg en 1945, Robert Waitz obtient la chaire d’hématologie. Il acquiert une grande renommée dans ce domaine et celui de la transfusion sanguine. Il est président de l'Amicale d'Auschwitz et président du Comité International d’Auschwitz.
Il est nommé au grade de médecin Lieutenant-Colonel par décret du 22 janvier 1946 paru au JO du 25 janvier 1946.

« Mais vous, les jeunes d’aujourd’hui, n’oubliez jamais à quoi mènent la guerre, le totalitarisme, la négation de l’être humain, le déchaînement de la haine raciale, du sadisme et de tous les instincts les plus bas. Combattez sans répit ces forces mauvaises. Car à chaque instant réapparaissent le néo-nazisme, le racisme et l’antisémitisme. Soyez vigilants, car des milliers de criminels de guerre restent impunis. »

— Robert Waitz. Extrait de l'allocution prononcée le 16 avril 1967 lors de l’inauguration du Monument International d’Auschwitz. Elle a paru dans le bulletin de l'Amicale Après Auschwitz n° 130

### Mort
Robert Waitz meurt d'une crise cardiaque le 21 janvier 1978 à Strasbourg.

## Distinctions
Il est reconnu « Déporté résistant »,.
- Chevalier de l'ordre de la Santé publique paru au Journal officiel (JO) du 12 août 1939[9] ;
- Médaille de la Résistance française avec rosette par décret du 25 avril 1946 paru au JO du 17 mai 1946[10].

## Hommage
La ville de Strasbourg a donné le nom de Robert Waitz à une place, proche de l'hôpital civil de Strasbourg, inaugurée le 24 novembre 2011,.